# جاموقا
جاموخا (مغولی: Жамуха؛ ۱ ژانویهٔ ۱۱۶۲ – ۱ ژانویهٔ ۱۲۰۵) خان (عنوان) اهل مغولستان بود. یک رهبر نظامی و سیاسی مغول و رقیب اصلی تموجین یا چنگیز خان در اتحاد قبایل مغول بود.

## زندگی‌نامه
جاموخا در جادران، یکی از قبیله‌های کنفدراسیون خاماق مغول به دنیا آمد و «آندا» (یعنی برادر خونی) تموجین بود.
بر اساس «تاریخ سری مغولان»، هنگامی که بورته، همسر تموجین، توسط مرکیت ربوده شد. وانگ خان، جاموخا و تموجین نیروهای خود را علیه مرکیت‌ها ترکیب کردند تا او را به دست آورند.
در سال ۱۲۰۱، رهبران سیزده قبیله باقیمانده که با تموجین (از جمله مرکیت، تاتارها و نایمان) و قبایل مغول با او متحد نشدند (جاداران، [[تایچود)] دشمن بودند. ]]، و دیگران) قورولتای جمع کردند و جاموخا را به عنوان گورخان، «حاکم جهانی»، عنوانی که توسط حاکمان قراختاییان استفاده می‌شد، انتخاب کردند. فرض جاموخا برای این عنوان آخرین شکاف بین تموجین و جاموخا بود که باعث شد تموجین ائتلافی از قبایل برای مخالفت با او تشکیل دهد. در پاییز همان سال، نبرد بزرگی بین اتحاد جاموخا و اتحاد مغول کرایت-خماق در دره رود آرگون (آسیا) درگرفت. این نبرد سرنوشت‌ساز که به نام نبرد سیزده طرف شناخته می‌شود، با پیروزی تموجین و در نهایت صعود به عنوان خان تمام قبایل متحد مغول به پایان رسید.
جاموخا در ایجاد ائتلاف کمتر موفق بود. به عنوان مثال، او چوپانانی را که فاقد موقعیت قبیله ای در سنت مغول بودند، استخدام نکرد، که به تموجین اجازه داد از یک سری شکست‌های نظامی که جاموخا تحمیل کرده بود، بهبود یابد و پیروز بیرون بیاید.
پس از نبرد سیزده طرف، جاموخا توسط افراد خود خیانت شد و اسیر شد، که او را به تموجین که اکنون پیروز شده بود تسلیم کردند. با توجه به یکی از قوانینی که تموجین وضع کرد ("هرگز به خان خود خیانت نکن")، او بلافاصله این افراد را اعدام کرد و بعداً جاموخا بازجویی شد. به جاموخا حق انتخاب داده شد تا زندگی کند و به تموجین بپیوندد، اما او در عوض درخواست کرد در دستان برادر خونی خود بمیرد، و بنابراین بلافاصله پس از "بدون ریختن خون" اعدام شد.